# Campeonato Mundial de Halterofilismo de 1971
O Campeonato Mundial de Halterofilismo de 1971 foi a 45ª edição do campeonato organizado pela Federação Internacional de Halterofilismo (FIH) em Lima, no Peru entre 18 a 26 de setembro de 1971. Foram disputadas 9 categorias com a presença de 144 halterofilistas de 30 nacionalidades.

## Medalhistas
| Evento                  | Ouro                                 | Ouro     | Prata                               | Prata    | Bronze                               | Bronze   |
| 52 kg                   | 52 kg                                | 52 kg    | 52 kg                               | 52 kg    | 52 kg                                | 52 kg    |
| ----------------------- | ------------------------------------ | -------- | ----------------------------------- | -------- | ------------------------------------ | -------- |
| Desenvolvimento militar | Sándor Holczreiter · Hungria         | 120,0 kg | Zygmunt Smalcerz · Polónia          | 115,0 kg | Masahiro Ueki · Japão                | 97,5 kg  |
| Arranque                | Zygmunt Smalcerz · Polónia           | 95,0 kg  | Sándor Holczreiter · Hungria        | 95,0 kg  | Juan Romero · Colômbia               | 92,5 kg  |
| Arremesso               | Zygmunt Smalcerz · Polónia           | 130,0 kg | Mustafa Mustafov · Bulgária         | 122,5 kg | Masahiro Ueki · Japão                | 122,5 kg |
| Total                   | Zygmunt Smalcerz · Polónia           | 340,0 kg | Sándor Holczreiter · Hungria        | 335,0 kg | Masahiro Ueki · Japão                | 307,5 kg |
| 56 kg                   |                                      |          |                                     |          |                                      |          |
| Desenvolvimento militar | Mohammad Nassiri Irão                | 120,0 kg | Imre Földi · Hungria                | 120,0 kg | Henryk Trębicki · Polónia            | 120,0 kg |
| Arranque                | Henryk Trębicki · Polónia            | 107,5 kg | Gennady Chetin · União Soviética    | 107,5 kg | Jiro Hosotani · Japão                | 102,5 kg |
| Arremesso               | Gennady Chetin · União Soviética     | 145,0 kg | Mohammad Nassiri Irão               | 142,5 kg | Atanas Kirov · Bulgária              | 140,0 kg |
| Total                   | Gennady Chetin · União Soviética     | 370,0 kg | Henryk Trębicki · Polónia           | 367,5 kg | Mohammad Nassiri Irão                | 360,0 kg |
| 60 kg                   |                                      |          |                                     |          |                                      |          |
| Desenvolvimento militar | Yoshiyuki Miyake · Japão             | 122,5 kg | Kenkichi Ando · Japão               | 122,5 kg | Kurt Pittner · Áustria               | 120,0 kg |
| Arranque                | Yoshiyuki Miyake · Japão             | 115,0 kg | Kenkichi Ando · Japão               | 112,5 kg | Kurt Pittner · Áustria               | 112,5 kg |
| Arremesso               | Yoshiyuki Miyake · Japão             | 150,0 kg | Kenkichi Ando · Japão               | 147,5 kg | Norair Nurikyan · Bulgária           | 147,5 kg |
| Total                   | Yoshiyuki Miyake · Japão             | 387,5 kg | Kenkichi Ando · Japão               | 382,5 kg | Norair Nurikyan · Bulgária           | 377,5 kg |
| 67,5 kg                 |                                      |          |                                     |          |                                      |          |
| Desenvolvimento militar | Zbigniew Kaczmarek · Polónia         | 147,5 kg | Nasrollah Dehnavi Irão              | 140,0 kg | Waldemar Baszanowski · Polónia       | 140,0 kg |
| Arranque                | Waldemar Baszanowski · Polónia       | 130,0 kg | Masayuki Yano · Japão               | 127,5 kg | Mukharby Kirzhinov · União Soviética | 127,5 kg |
| Arremesso               | Mukharby Kirzhinov · União Soviética | 167,5 kg | Nasrollah Dehnavi Irão              | 165,0 kg | Waldemar Baszanowski · Polónia       | 165,0 kg |
| Total                   | Zbigniew Kaczmarek · Polónia         | 440,0 kg | Waldemar Baszanowski · Polónia      | 435,0 kg | Mukharby Kirzhinov · União Soviética | 430,0 kg |
| 75 kg                   |                                      |          |                                     |          |                                      |          |
| Desenvolvimento militar | Russell Knipp · Estados Unidos       | 162,5 kg | Vladimir Kanygin · União Soviética  | 160,0 kg | Anselmo Silvino · Itália             | 155,0 kg |
| Arranque                | Leif Jenssen · Noruega               | 142,5 kg | Vladimir Kanygin · União Soviética  | 142,5 kg | Ondrej Hekel · Tchecoslováquia       | 140,0 kg |
| Arremesso               | Yordan Bikov · Bulgária              | 180,0 kg | Anselmo Silvino · Itália            | 175,0 kg | Ondrej Hekel · Tchecoslováquia       | 175,0 kg |
| Total                   | Vladimir Kanygin · União Soviética   | 477,5 kg | Leif Jenssen · Noruega              | 467,5 kg | Anselmo Silvino · Itália             | 465,0 kg |
| 82,5 kg                 |                                      |          |                                     |          |                                      |          |
| Desenvolvimento militar | Christos Iakovou · Grécia            | 162,5 kg | Boris Pavlov · União Soviética      | 160,0 kg | Kaarlo Kangasniemi · Finlândia       | 160,0 kg |
| Arranque                | Kaarlo Kangasniemi · Finlândia       | 150,0 kg | Boris Pavlov · União Soviética      | 145,0 kg | Mike Karchut · Estados Unidos        | 145,0 kg |
| Arremesso               | Boris Pavlov · União Soviética       | 190,0 kg | György Horváth · Hungria            | 190,0 kg | Mike Karchut · Estados Unidos        | 182,5 kg |
| Total                   | Boris Pavlov · União Soviética       | 495,0 kg | Kaarlo Kangasniemi · Finlândia      | 490,0 kg | György Horváth · Hungria             | 480,0 kg |
| 90 kg                   |                                      |          |                                     |          |                                      |          |
| Desenvolvimento militar | Vasily Kolotov · União Soviética     | 185,0 kg | Hans Bettembourg · Suécia           | 180,0 kg | David Rigert · União Soviética       | 177,5 kg |
| Arranque                | David Rigert · União Soviética       | 162,5 kg | Vasily Kolotov · União Soviética    | 155,0 kg | Bo Johansson · Suécia                | 155,0 kg |
| Arremesso               | David Rigert · União Soviética       | 202,5 kg | Vasily Kolotov · União Soviética    | 197,5 kg | Rick Holbrook · Estados Unidos       | 197,5 kg |
| Total                   | David Rigert · União Soviética       | 542,5 kg | Vasily Kolotov · União Soviética    | 537,5 kg | Bo Johansson · Suécia                | 522,5 kg |
| 110 kg                  |                                      |          |                                     |          |                                      |          |
| Desenvolvimento militar | Yury Kozin · União Soviética         | 200,0 kg | Aleksandar Kraychev · Bulgária      | 187,5 kg | Roberto Vezzani · Itália             | 185,0 kg |
| Arranque                | Stefan Grützner · Alemanha Oriental  | 165,0 kg | Kauko Kangasniemi · Finlândia       | 162,5 kg | Aleksandar Kraychev · Bulgária       | 155,0 kg |
| Arremesso               | Helmut Losch · Alemanha Oriental     | 205,0 kg | Stefan Grützner · Alemanha Oriental | 205,0 kg | Yury Kozin · União Soviética         | 202,5 kg |
| Total                   | Yury Kozin · União Soviética         | 552,5 kg | Stefan Grützner · Alemanha Oriental | 547,5 kg | Aleksandar Kraychev · Bulgária       | 545,0 kg |
| +110 kg                 |                                      |          |                                     |          |                                      |          |
| Desenvolvimento militar | Vasily Alekseyev · União Soviética   | 230,0 kg | Serge Reding · Bélgica              | 227,5 kg | Ken Patera · Estados Unidos          | 212,5 kg |
| Arranque                | Vasily Alekseyev · União Soviética   | 170,0 kg | Ken Patera · Estados Unidos         | 167,5 kg | Serge Reding · Bélgica               | 160,0 kg |
| Arremesso               | Vasily Alekseyev · União Soviética   | 235,0 kg | Ken Patera · Estados Unidos         | 212,5 kg | Fernando Bernal · Cuba               | 197,5 kg |
| Total                   | Vasily Alekseyev · União Soviética   | 635,0 kg | Ken Patera · Estados Unidos         | 592,5 kg | Ivan Atanasov · Bulgária             | 532,5 kg |

- — RECORDE MUNDIAL

## Quadro de medalhas
Quadro de medalhas no total combinado
| Ordem | País              | Medalha de ouro | Medalha de prata | Medalha de bronze | Total |
| ----- | ----------------- | --------------- | ---------------- | ----------------- | ----- |
| 1     | União Soviética   | 6               | 1                | 1                 | 8     |
| 2     | Polónia           | 2               | 2                | 0                 | 4     |
| 3     | Japão             | 1               | 1                | 1                 | 3     |
| 4     | Hungria           | 0               | 1                | 1                 | 2     |
| 5     | Alemanha Oriental | 0               | 1                | 0                 | 1     |
| 5     | Finlândia         | 0               | 1                | 0                 | 1     |
| 5     | Noruega           | 0               | 1                | 0                 | 1     |
| 5     | Estados Unidos    | 0               | 1                | 0                 | 1     |
| 9     | Bulgária          | 0               | 0                | 3                 | 3     |
| 10    | Irão              | 0               | 0                | 1                 | 1     |
| 10    | Itália            | 0               | 0                | 1                 | 1     |
| 10    | Suécia            | 0               | 0                | 1                 | 1     |
| Total | Total             | 9               | 9                | 9                 | 27    |

Quadro de medalhas nos levantamentos + total combinado
| Ordem | País              | Medalha de ouro | Medalha de prata | Medalha de bronze | Total |
| ----- | ----------------- | --------------- | ---------------- | ----------------- | ----- |
| 1     | União Soviética   | 16              | 8                | 4                 | 28    |
| 2     | Polónia           | 7               | 3                | 3                 | 13    |
| 3     | Japão             | 4               | 5                | 4                 | 13    |
| 4     | Alemanha Oriental | 2               | 2                | 0                 | 4     |
| 5     | Hungria           | 1               | 4                | 1                 | 6     |
| 6     | Estados Unidos    | 1               | 3                | 4                 | 8     |
| 7     | Irão              | 1               | 3                | 1                 | 5     |
| 8     | Bulgária          | 1               | 2                | 6                 | 9     |
| 9     | Finlândia         | 1               | 2                | 1                 | 4     |
| 10    | Noruega           | 1               | 1                | 0                 | 2     |
| 11    | Grécia            | 1               | 0                | 0                 | 1     |
| 12    | Itália            | 0               | 1                | 3                 | 4     |
| 13    | Suécia            | 0               | 1                | 2                 | 3     |
| 14    | Bélgica           | 0               | 1                | 1                 | 2     |
| 15    | Áustria           | 0               | 0                | 2                 | 2     |
| 15    | Tchecoslováquia   | 0               | 0                | 2                 | 2     |
| 17    | Colômbia          | 0               | 0                | 1                 | 1     |
| 17    | Cuba              | 0               | 0                | 1                 | 1     |
| Total | Total             | 36              | 36               | 36                | 108   |